# Brønderslev Kommune
Brønderslev Kommune er en kommune i Region Nordjylland efter Kommunalreformen i 2007 med 36.706 indbyggere  (2025). Allerede den 15. november 2005 blev kommunalbestyrelsen dog valgt. Første borgmester var Mikael Klitgaard, Venstre, tidligere borgmester for Dronninglund Kommune fra 2002-2006. Han var også borgmester fra 2014. Fra 2010-2013 var Lene Hansen, Socialdemokraterne, borgmester.
Kommunalbestyrelsen besluttede på sit møde 18. januar 2007 at ændre kommunens navn fra Brønderslev-Dronninglund Kommune (Danmarks længste kommunenavn, 32 tegn) til Brønderslev Kommune.
Brønderslev Kommune opstod ved sammenlægning af flg.:
- Brønderslev Kommune
- Dronninglund Kommune

## Byer
| Kommunens største byer |                   |                   |
| Nr                     | By                | Indbyggere (2025) |
| 1                      | Brønderslev       | 12.946            |
| 2                      | Hjallerup         | 4.509             |
| 3                      | Dronninglund      | 3.688             |
| 4                      | Asaa              | 1.089             |
| 5                      | Øster Brønderslev | 972               |
| 6                      | Klokkerholm       | 890               |
| 7                      | Jerslev           | 859               |
| 8                      | Flauenskjold      | 661               |
| 9                      | Agersted          | 535               |
| 10                     | Serritslev        | 489               |
| 11                     | Hallund           | 275               |
| 12                     | Tise              | 247               |
| 13                     | Stenum            | 230               |

## Politik

### Valgresultater efter år
| 10 |  |  | 3 |  | 13 |

| 23 | 6 |

| 11 |  | 3 |  | 11 |

| 22 | 5 |

| 9 | 2 |  | 2 |  | 11 |  |

| 21 | 6 |

| 11 | 2 | 2 | 2 | 10 |

| 22 | 5 |

| 8 | 2 |  |  |  |  | 12 |  |

| 22 | 5 |

| 8 | 2 |  |  |  |  | 11 |  |  |

| 22 | 5 |

### Nuværende byråd
| Navn                          | Parti                                    |
| ----------------------------- | ---------------------------------------- |
| Mikael Klitgaard (Borgmester) | Venstre - 12 mandater                    |
| Line Vanggaard Pedersen       | Venstre - 12 mandater                    |
| Mathias Christensen           | Venstre - 12 mandater                    |
| Lasse Riisgaard               | Venstre - 12 mandater                    |
| Margit Chemnitz               | Venstre - 12 mandater                    |
| Dennis Kvesel                 | Venstre - 12 mandater                    |
| Martin Bech                   | Venstre - 12 mandater                    |
| Klaus Riis Klæstrup           | Venstre - 12 mandater                    |
| Niels Vestergaard Salling     | Venstre - 12 mandater                    |
| Johnni Olesen                 | Venstre - 12 mandater                    |
| Jens Andersen                 | Venstre - 12 mandater                    |
| H. C. Holst                   | Venstre - 12 mandater                    |
| Bettina B. Kjeldsen           | Socialdemokratiet - 8 mandater           |
| Eskild Sloth Andersen         | Socialdemokratiet - 8 mandater           |
| Hildo Rasmussen               | Socialdemokratiet - 8 mandater           |
| Ole Jespersgaard              | Socialdemokratiet - 8 mandater           |
| Peter H. S. Kristensen        | Socialdemokratiet - 8 mandater           |
| Johannes Trudslev             | Socialdemokratiet - 8 mandater           |
| Christen Bager                | Socialdemokratiet - 8 mandater           |
| Arne M. Jensen                | Socialdemokratiet - 8 mandater           |
| Peter Stecher                 | Det Konservative Folkeparti - 2 mandater |
| Janni Høybye                  | Det Konservative Folkeparti - 2 mandater |
| Steen Søgaard Petersen        | Borgerlisten - 1 mandat                  |
| Carsten Ullmann Andersen      | Dansk Folkeparti - 1 mandat              |
| Lars E. Sørensen              | Nye Borgerlige - 1 mandat                |
| Henning Jørgensen             | Socialistisk Folkeparti - 1 mandat       |
| Runa Friis Hansen             | Enhedslisten - 1 mandat                  |

| Navn                     | Skiftet fra      | Skiftet til          | Dato             |
| ------------------------ | ---------------- | -------------------- | ---------------- |
| Martin Bech              | Venstre          | Liberal Alliance     | 12. august 2022  |
| Carsten Ullmann Andersen | Dansk Folkeparti | Løsgænger            | 7. november 2022 |
| Carsten Ullmann Andersen | Løsgænger        | Danmarksdemokraterne | 1. marts 2023    |

### Byråd 2018-2022
| Navn                          | Parti                           |
| ----------------------------- | ------------------------------- |
| Lars Bisgaard Andreasen       | Socialdemokratiet - 11 mandater |
| Eskild Sloth Andersen         | Socialdemokratiet - 11 mandater |
| Arne M. Jensen                | Socialdemokratiet - 11 mandater |
| Hildo Rasmussen               | Socialdemokratiet - 11 mandater |
| Bettina Bøcker Kjeldsen       | Socialdemokratiet - 11 mandater |
| Lene Hansen                   | Socialdemokratiet - 11 mandater |
| Ole Jespersgaard              | Socialdemokratiet - 11 mandater |
| Peter H. S. Kristensen        | Socialdemokratiet - 11 mandater |
| Christen Bager                | Socialdemokratiet - 11 mandater |
| Johannes Trudslev             | Socialdemokratiet - 11 mandater |
| Poul Erik Andreasen           | Socialdemokratiet - 11 mandater |
| Mikael Klitgaard (Borgmester) | Venstre - 10 mandater           |
| Niels Vestergaard Salling     | Venstre - 10 mandater           |
| Lasse Riisgaard               | Venstre - 10 mandater           |
| Jens Andersen                 | Venstre - 10 mandater           |
| Dennis Kvesel                 | Venstre - 10 mandater           |
| Martin Bech                   | Venstre - 10 mandater           |
| Klaus Riis Klæstrup           | Venstre - 10 mandater           |
| Lone Birkmose Lex             | Venstre - 10 mandater           |
| Margit Chemnitz               | Venstre - 10 mandater           |
| Jan Thaibert                  | Venstre - 10 mandater           |
| Karsten Frederiksen           | Konservative - 2 mandater       |
| Line Vanggaard Pedersen       | Konservative - 2 mandater       |
| Erik Sørensen                 | Dansk Folkeparti - 2 mandater   |
| Carsten Ullmann Andersen      | Dansk Folkeparti - 2 mandater   |
| Steen Søgaard Petersen        | Borgerlisten - 2 mandater       |
| Simon Aagaard                 | Borgerlisten - 2 mandater       |

| Navn                    | Skiftet fra  | Skiftet til | Dato            |
| ----------------------- | ------------ | ----------- | --------------- |
| Line Vanggaard Pedersen | Konservative | Løsgænger   | 16. januar 2021 |

### Borgmestre
| Navn             | Parti             | Periode                            |
| ---------------- | ----------------- | ---------------------------------- |
| Mikael Klitgaard | Venstre           | 1. januar 2007 - 31. december 2009 |
| Lene Hansen      | Socialdemokratiet | 1. januar 2010 - 31. december 2013 |
| Mikael Klitgaard | Venstre           | 1. januar 2014 -                   |

## Lokalt erhvervsklima
I Dansk Industris undersøgelse af "lokalt erhvervsklima" kom Brønderslev Kommune i 2013 ind som nummer 35 (af 96). Kommunens bedste kategori var "Fysisk planlægning", hvor den var nummer 6, mens den værste kategori var "Kommunale rammevilkår", hvor den var nummer 88.

## Brønderslev-sagen
I 2010 kom kommunen på Danmarkskortet, idet det kom frem at kommunens socialforvaltning havde undladt at reagere i en sag om grov mishandling af børn. Sagen blev kendt som Brønderslev-sagen. Sagens efterspil medførte blandt andet at kommunen måtte fyre den daværende chef for kommunens socialforvaltning. 